# Смирнов, Виктор Иванович
Виктор Иванович Смирнов (1902 , посад Дубовка — 1965, Москва) — политработник Вооружённых сил СССР, генерал-лейтенант авиации. Депутат Верховного Совета УССР 3-го созыва. Член Ревизионной Комиссии КПУ в 1952—1956 г.

## Биография
Член ВКП(б) с 1923 года.
С 1924 года — в Красной армии. Находился на военно-политической работе. Участник советско-финской войны 1939—1940 годов.
Участник Великой Отечественной войны с июня 1941 года. В 1941—1942 г. — военный комиссар 56-й истребительной авиационной дивизии, военный комиссар 2-й резервной авиационной группы 278-й истребительной авиационной дивизии. В октябре 1942—1943 г. — заместитель командира по политической части 278-й истребительной авиационной дивизии Воздушных сил Волховского фронта.
В январе 1944—1945 г. — заместитель командующего по политической части 5-й Воздушной армии.
В начале 50-х годов — член Военного совета Донбасского района Противовоздушной обороны (ПВО), штаб которого базировался в городе Харькове.
Затем — в отставке.

## Звание
- полковой комиссар
- полковник авиации
- генерал-майор авиации (20.04.1944)
- генерал-лейтенант авиации (20.06.1945)

## Награды
- ордена
- орден Красного Знамени (1940)
- орден Кутузова II ст. (28.04.1945)
- орден Суворова II ст. (13.09.1944)
- орден Красной Звезды (2.04.1943)
- медали